# Мамченко Марія та Валентин
Марія Мамченко (1910-1973). Черкаси,  тоді Київська область, УРСР. Праведник народів світу (15 вересня 2003 р.). Валентин Іванович Мамченко (1931-?). Черкаси, тоді Київська область, УРСР. Праведник народів світу (15 вересня 2003 р.).

## Життєпис
Сім'я Мамченко проживала у місті Черкаси. Марія працювала на місцевій залізничній станції завідувачкою магазину, а її чоловік Іван Мамченко був станційним працівником. У них було четверо дітей. Четверта дитина народилася в кінці червня 1941 р. через тиждень після нападу нацистської Німеччина на СРСР. Івана мобілізували у Червону Армію і скоро він загинув на фронті. 
Марія Мамченко з дітьми намагалась евакуюватися якраз перед взяттям гітлерівцями Черкас 22 серпня 1941 р. Їх поїзд потрапив під бомбардування, Марія була поранена, а новонароджений син загинув.
Марія повернулася в окуповані Черкаси. Після поранення вона довго не могла працювати, тому вся відповідальність за утримання сім'ї лягла на її одинадцятирічного сина Валентина.

## Історія громадянського подвигу
Валентин Мамченко (11 років) повинен був щодня навідуватися до Мані Гершунової - сусідки і подруги Мамченків, яка не послухала окупаційні війська і разом з трьома дітьми не переселилися у гето, а залишилися у своїй квартирі. Маня видавала себе за росіянку одружену з євреєм, який був на фронті. Це вдавалося доти, поки хтось з сусідів не доніс на них і вся сім'я була заарештована. 
Коли черкаських євреїв вели на розстріл, Маня на руках несла свою п'ятирічну дочку Ліду. Раптом у юрбі вона побачила Марію Мамченко і, зустрівшись з нею поглядом, швидко опустила дитину на землю. Марія миттєво забрала дитину і понесла її додому.
Вже пізно ввечері у дім Мамченків прийшов і п'ятнадцятирічний син Мані Мітя, який втік з місця розстрілу. Маня та її дочка Геся були розстріляні в один день.
На другий день у Лідії піднялася висока температура і Марія відвезла її до лікарні, де працювала її подруга. Вона зареєструвала дівчинку під прізвищем Хайка. Марії вдалося протримати її у лікарні протягом багатьох тижнів після одужання. 
Марія приїздила до дівчинки і пізніше влаштувала її у міський дитячий будинок. Митя спочатку деякий час ховався у Мамченко, а потім разом з іншим єврейським підлітком Сергієм Тарасевичем переховувався  у схованці. Сергій таємно жив у будинку своїх батьків і ніхто не здогадувався. що він там живе, бо всі думали. що сім'я виїхала. Він був єдиним з членів сім'ї, хто залишився у Черкасах, бо запізнився на поїзд. З початком окупації Валентин таємно раз у тиждень приносив Сергію їжу і розповідав про новини. Підлітки кілька місяців переховувались разом, поки влітку 1942 р. Митя не вирішив спробувати перейти лінію фронту. Це йому не вдалося, але він приєднався до партизанського загону.
Сергій, Митя і Лідія (пізніше Коваленко) пережили Другу світову війну і з теплотою ставилися до сім'ї Мамченків, аж до смерті Марії у 1973 р.
15 вересня 2003 р. Яд Вашем присвоїв Мамченко Марії та її сину Валентину почесне звання Праведник народів світу.    
Церемонію організувало Дипломатичне представництво Ізраїлю у Києві. Мати і син увіковічнені на Стіні Пошани меморіалу Яд Вашем.   